# 佐賀城

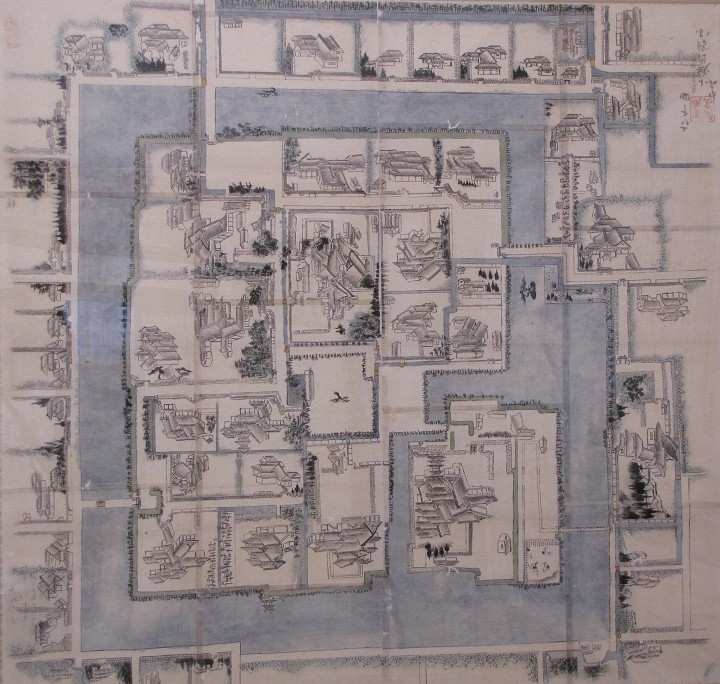
古絵図　右下に本丸

佐賀城（さがじょう）は、佐賀県佐賀市城内（肥前国佐賀郡）にあった日本の城。古名は佐嘉城。別名、沈み城、亀甲城。江戸時代初頭に完成し以降、外様大名の佐賀藩鍋島氏の居城であった。

## 概要
鎌倉時代から戦国時代にかけて、肥前の戦国大名龍造寺氏によって築かれた村中城が、慶長期に鍋島氏による拡張・改修により、現在の佐賀城の姿になった。
佐賀城は佐賀市の中心に位置し、城郭の構造は輪郭梯郭複合式平城である。幅50m以上もある堀は、石垣ではなく土塁で築かれている。平坦な土地にあるため、城内が見えないように土塁にはマツやクスノキが植えられている。城が樹木の中に沈み込んで見えることや、かつては幾重にも外堀を巡らし、攻撃にあった際には多布施川より送り込んだ大量の水によって本丸以外を水没させ敵の侵攻を防衛する仕組みになっていたことから、「沈み城」とも呼ばれてきた。また城郭と城下町の完成予想図と思われる「慶長御積絵図」とそれ以降描かれる現状を反映した城下絵図と比較すると、櫓数の削減や本丸及び二の丸の石垣の簡素化など異なる部分が多く、厳密には未完成の城である。
江戸時代には、城下と城内に掘割が縦横に張り巡らされ、生活用水に使用されていた。また、城下には豊前小倉から長崎まで続く長崎街道が通り、宿場町としても栄えた。
明治時代初期に起こった佐賀の乱により鯱の門、鯱の門続櫓、本丸御殿以外の全ての建造物は焼失し、鯱の門と続櫓のみが残っており国の重要文化財に指定されている。享保11年に焼失した天守は小倉城並みか、それよりわずかに大きい規模ではないかと最近の調査で推測されている。2024年現在、東堀の復元計画もある。
現在、城跡は佐賀城公園として整備され、本丸御殿の木造復元され佐賀県立佐賀城本丸歴史館として公開されている他、周辺は東堀や土塁が復元され往時の姿を取り戻しつつある。二の丸には佐賀県庁、合同庁舎、放送局、美術館、博物館、小中高の各学校など公共施設が建ち並んで佐賀県政治経済の中心地となっている。

## 歴史・沿革

### 戦国時代
肥前の戦国大名龍造寺隆信をはじめ鍋島氏の上司関係であった龍造寺氏の宗家居城であった佐賀龍造寺城（別名：村中城）は、平安時代末期に藤原季喜が龍造寺村の領主になって土着し、その子が龍造寺氏と称して以降、慶長期に鍋島氏が近世佐賀城を普請(改修)するまでの間、龍造寺氏の拠点であった。
1569年（永禄12年）、大友宗麟は、筑後国高良山の吉見岳城に本陣を置き、佐賀平野の北路から大軍を投じた進攻により、佐賀龍造寺城の周辺は悉く焼かれ、城は窮地に追い込まれた。隆信は、一度は大友と和平したが、1570年（元亀元年）、再び宗麟は大軍で佐賀に攻めて来た。再度、追い込まれた龍造寺軍は佐賀龍造寺城に籠城した。窮地に追い込まれた龍造寺軍の鍋島信正（後の鍋島直茂）は、夜襲により今山の陣で大友軍の総大将の大友親貞を討ち取った（今山の戦い）。その後、龍造寺隆信の子政家、その子高房の居城となる。
その中世の佐賀龍造寺城の所在地と実態については、不明な点が多い。平成21・22年度に、佐賀市教育委員会によって発掘された西御門付近で、中世の佐賀龍造寺城に関連する大型建物2棟や堀などの遺構や遺物が初めて確認された。
また、佐賀龍造寺城域の龍造寺氏館跡については、若楠会館と佐賀西高校グランドがその推定地と考えられている。

### 安土桃山時代・江戸時代
佐賀城はもともと龍造寺氏が居城としていた村中城を改修・拡張したものである。九州北部に覇を唱えていた龍造寺隆信は1584年（天正12年）に島津・有馬連合軍に敗れて戦死した。これを機に龍造寺家臣の鍋島直茂が実権を握った。
直茂は早くも、1585年（天正13年）には村中城改修を計画している。しかし未だ当主であった龍造寺政家の居城であり、直茂は蓮池城が居城であったため、主家に憚って計画には手を付けなかった。計画が実現したのは江戸幕府政権下で正当に佐賀藩主として認められた後の、1602年（慶長7年）本丸の改修を始めてからである。直茂の婿養子鍋島茂里（石井茂里）を普請の惣奉行に任じ、直茂の計画に則り、次の藩主鍋島勝茂が1611年（慶長16年）に完成させた。内堀の幅は80mにも及ぶ広壮なもので、小倉城天守の図面を参考に高さ38m（現在の12階建てビルの高さに相当する）外観4重内部5階建ての天守も建造された。また、元和の一国一城令でかつての居城蓮池城は破却された。
城は幾度も火災に見舞われた。特に1726年（享保11年）には大火に見舞われ、天守以下本丸建造物の大半を焼失した。これにより御殿などが1728年（享保13年）に二の丸に完成し、藩政は二の丸を中心に行われた。更に1835年（天保6年）の火災では二の丸を焼失。これにより再び本丸再建が行われ政務は本丸に移った。現存する鯱の門・続櫓はこの再建時の1838年（天保9年）に完成したものである。同時に立てられた本丸御殿は、明治維新以後、裁判所や学校として利用された。なお、天守は享保の火災以後再建されていない。

### 近現代
1874年（明治7年）江藤新平を中心とした佐賀の乱が起こり佐賀城はこの反乱軍に一時占拠された。この戦闘の際に鯱の門、鯱の門続櫓、本丸御殿以外の全ての建物を失った。なお、鯱の門には当時の弾痕が現在も生々しく残っている。以後、佐賀城址には学校、測候所、県庁など公共施設が次々と建設された。
鯱の門と続櫓は1953年（昭和28年）佐賀県重要文化財に指定され、1957年（昭和32年）には国の重要文化財に指定された。この年、明治時代の建造物「協和館」が天守台に移築されサークル活動等に利用されていたが、天守の構造物と誤認されることが多かったため2003年（平成15年）の佐賀市議会で解体されることが決定された。
本丸御殿の一番奥にあり天保期の建物と見られる「御座間」は鍋島直正の居室であったが、1958年（昭和33年）に水ヶ江大木公園に南水会館として移築された。2001年（平成13年）市の重要文化財に指定された。2004年（平成16年）本丸御殿の復元に伴い元の位置に戻された。
2006年（平成18年）4月6日、日本100名城（89番）に選定された。
2012年より大規模な天守台の発掘調査及び、文献調査が行われている。これにより、外観は4重屋根ながら内部は上から上段（5階）、下段（4階）、二段（3階）、三段（2階）、其外（1階）の5階建てとなっており、最上層が上下2階建てとなっているのが特徴で、一階は礎石の配置状況から後期天守閣としては珍しい書院造りであったと推定されている。また、窓は天守台の発掘によって出土した金具から突上戸と推定されている。そして、現代に伝わる天守閣が描かれた絵図が寛永3年（1626年）寛永御城并小路町図と慶長佐嘉小城内絵図の二枚が残されているが、両者には幾らかの相違は見られるものの、最上部を除き破風などの屋根装飾が一切描かれていないのが共通点としてあげられる。これらの特徴は参考にしたとされる小倉城天守の特徴と一致することが分かって来た。

## その他
- 早田英興：佐賀藩御用達の製瓦業者。佐賀城鯱の門など、佐賀城の建造物に瓦を納入した。
- 県立図書館が立地する佐賀城公園の東に隣接する佐嘉神社所有の駐車場はかつての東堀跡であり、公園と駐車場境界にある土塁にその痕跡を残している。
- かつて佐賀城内に小学校（佐賀市立赤松小学校、現在は移転）があった。この頃の卒業生にB&Bの島田洋七がいる。
- 近隣の佐賀県立佐賀西高等学校は本城にちなみ「栄城」が通称となっており、野球部のユニフォームもEIJOで認められている。

### 建築物
- オランダ商館員ドイツ人医師ケンペルの「江戸参府紀行」1691年（元禄4年）によると、「肥前国の城下町で城主松平肥前守がここの大きな城に住んでいる。町そのものは非常に大きく、また人口も多く、長い地域にわたっている。（略）幅広く、規則正しく東や南に向かってまっすぐ通る町筋を横切って、運河や川が流れ、それを利用して人々は有明湾まで行くことができる」とある。
- 鯱の門- 1836年に再建された時に建造された本丸の表門。屋根にのる青銅製の鯱にちなんでこの名前がある。銘に「冶工谷口清左衛門」とある。
- 本丸御殿- 木造復元されて、佐賀県立佐賀城本丸歴史館となっている。藩主の居間「御座間」は現存建築。
- 南西隅櫓台- 六角形に整形した石を使う亀甲積。

## ギャラリー

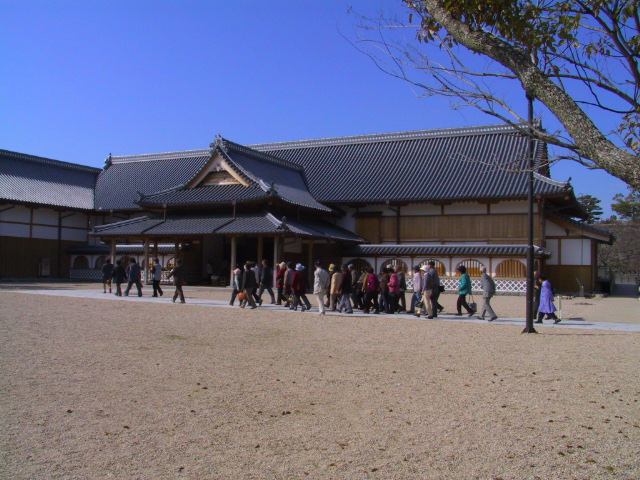
本丸御殿（木造復元）
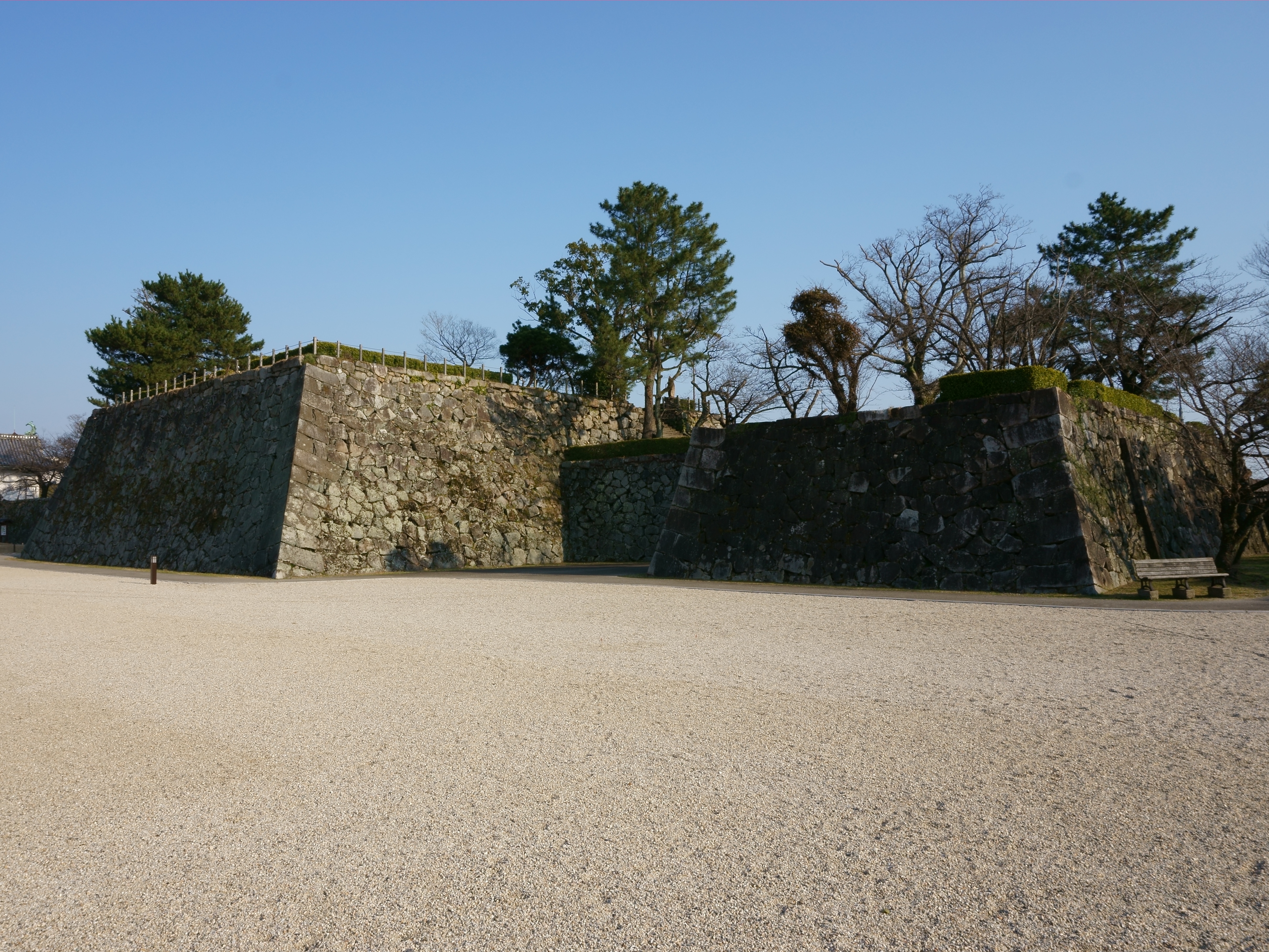
天守台
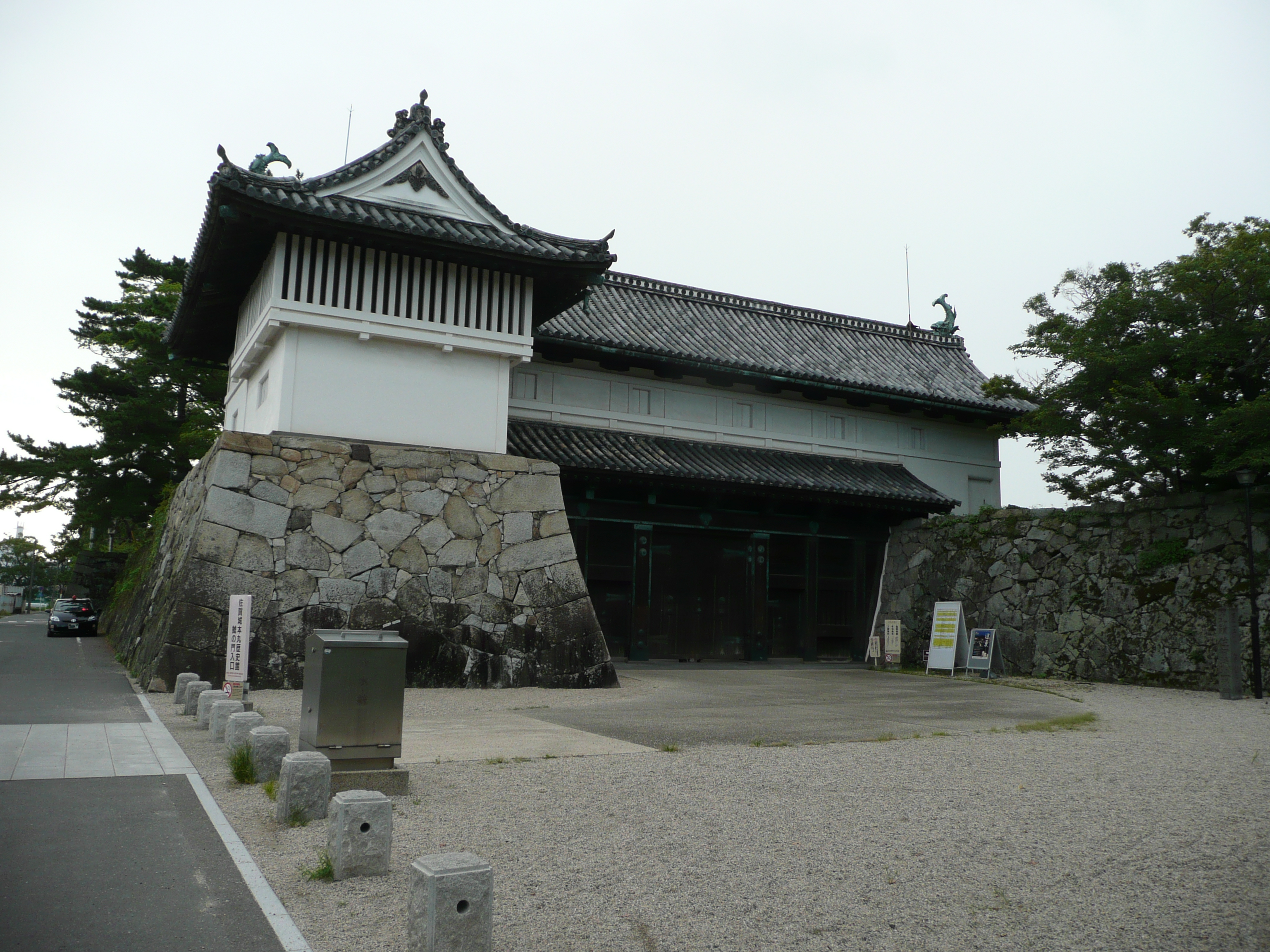
鯱の門・続櫓（現存）
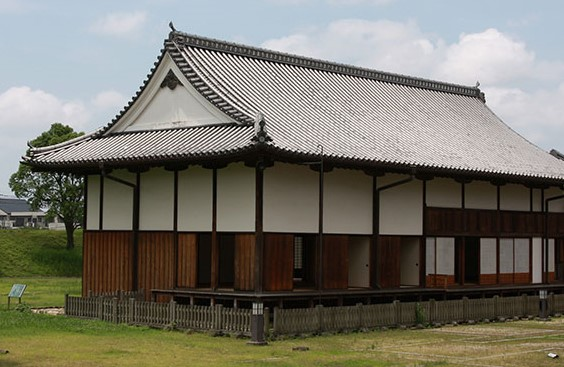
御座間（現存）
鍋島直正公銅像（2017年再建立）